# Xuân Lộc, Can Lộc
Xuân Lộc là một xã thuộc huyện Can Lộc, tỉnh Hà Tĩnh, Việt Nam.
Xã Xuân Lộc có diện tích 10,9 km², dân số năm 1999 là 7388 người, mật độ dân số đạt 678 người/km².
Các xóm
Đồng yên, Thanh Xuân, Dư Nại, Sơn phượng, Mai Long, Mai hoa, Xóm mới, Trung Xá, Văn cử, Bình yên, Bình mỹ, Yên Xuân

## Lịch sử
Ngày 15 tháng 12 năm 2019, HĐND tỉnh Hà Tĩnh ban hành Nghị quyết số 185/NQ-HĐND về việc thành lập thôn Mai Sơn trên cơ sở thôn Mai Hoa và thôn Sơn Phượng.